# キルウォーデン子爵

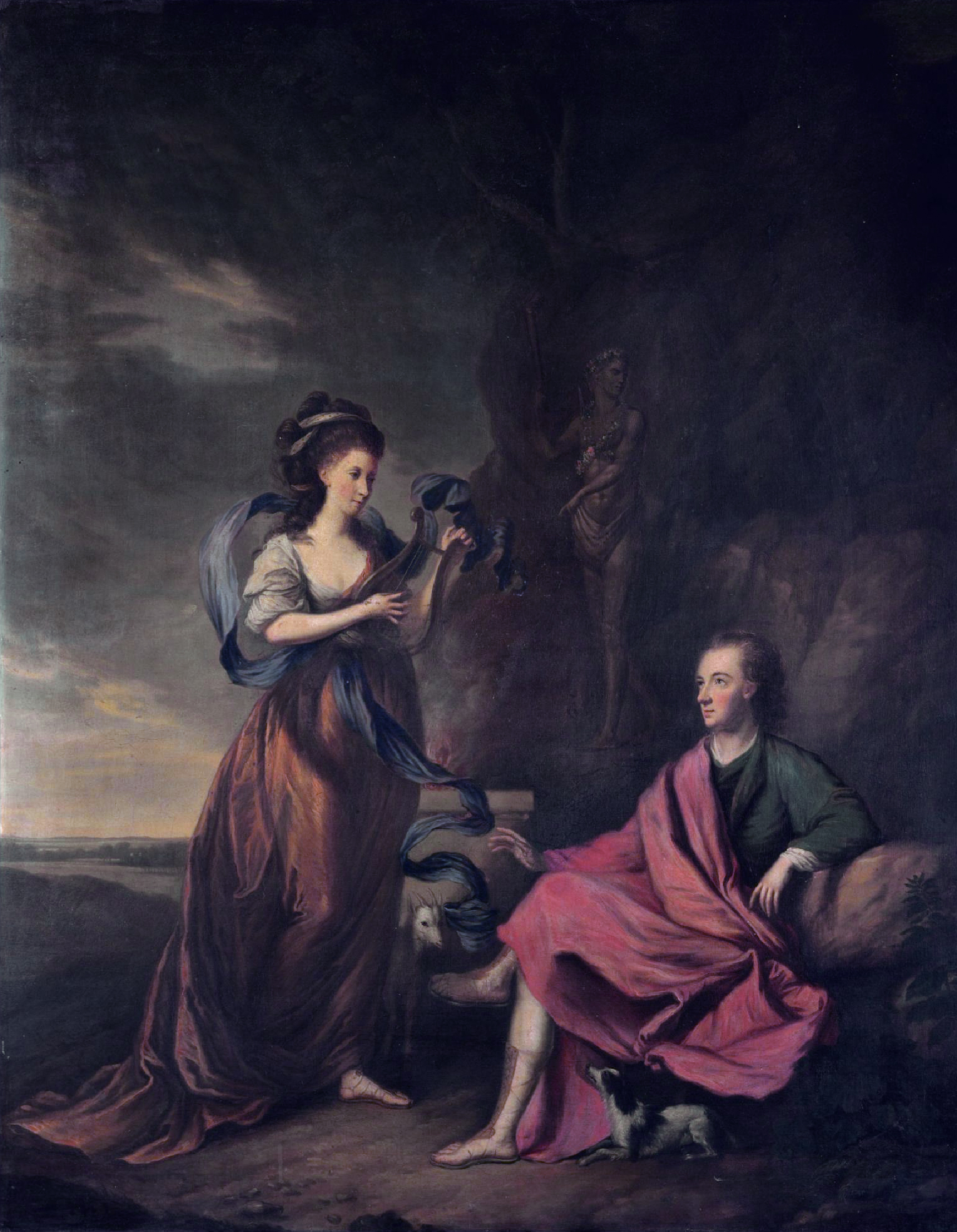
夫妻(初代子爵アーサーと初代女男爵アン)を描いた絵画。(トマス・ヒッキー作)

キルウォーデン子爵（英: Viscount Kilwarden）は、かつて存在したイギリスの子爵位。法曹家アーサー・ウルフが1800年に叙されたが、1830年に廃絶した。本項においては、アーサーの妻アンに与えられたキルウォーデン女男爵についても触れる。

## 歴史
アーサー・ウルフ(1739-1803)は、アイルランド庶民院議員やアイルランド法務長官を務めた法曹家で、その妻アン・ウルフ(?-1804)は1795年に夫の功績からアイルランド貴族爵位の「キルデア県キルティールのキルウォーデン女男爵(Baroness Kilwarden, of Kilteel in the County of Kildare)」に叙された。
アーサー自身も1798年のアイルランド主席判事就任とともに、「ダブリン県ニューランズのキルウォーデン男爵(Baron Kilwarden, of Newlands in the County of Dublin)を授けられて、夫妻ともに各々の権利として爵位を帯びることとなった。彼は続くアイルランド合同時の1800年に「キルデア県キルウォーデンのキルウォーデン子爵(Viscount Kilwarden, of Kilwarden in the County of Kildare)」に昇叙したが、アイルランド暴動に巻き込まれて殺害されたために息子ジョンが爵位を継承した。
2代子爵ジョン(1769-1830)は、襲爵翌年の1804年に母アンからキルウォーデン男爵位を併せて相続した。しかし彼には子供がなかったため、3つのアイルランド貴族爵位はすべて廃絶した。

## 一覧

### キルウォーデン子爵（1800年）
- 初代キルウォーデン子爵アーサー・ウルフ (1739–1803)
- 第2代キルウォーデン子爵ジョン・ウルフ (1769–1830) (1830年に子爵位廃絶)

### キルウォーデン男爵（1795年）
- 初代キルウォーデン女男爵アン・ウルフ (?-1804)
- 第2代キルウォーデン男爵・（第2代キルウォーデン子爵）ジョン・ウルフ (1769–1830) (1830年に男爵位廃絶)

### 註釈
1. ↑  初代子爵はアイルランド暴動時の1803年、家族とともに自邸からダブリン城に向かう途上で暴動に遭遇し、馬車から引きずり出されて甥とともに虐殺された。